# 황금 당나귀

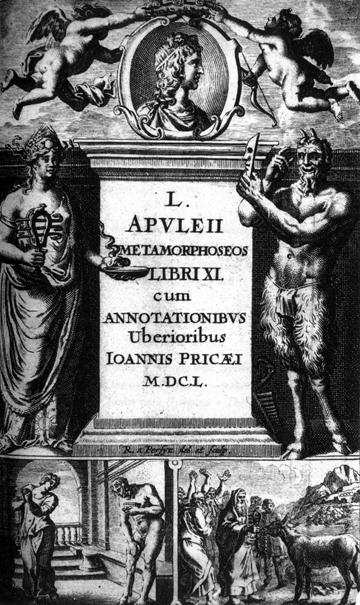
Title page from John Price's Latin edition of Apuleius' novel "Metamorphoses, or the Golden Ass" (Gouda, Netherlands, 1650).

《황금 당나귀》(원제는 '변형담')는 아풀레이우스 작으로, 세계 최초의 장편 소설로 완전한 형태로 남아 있는 로마 시대의 유일한 소설이다.
마법에 호기심을 품고 있던 청년 루키우스는 잘못하여 당나귀로 변신한다. 다시 인간으로 환원하기 위해서는 장미꽃을 먹지 않으면 안 된다. 이렇게 하는 동안에 당나귀가 겪는 수난이 줄거리의 중심이며 여기에다 삽화(이 가운데서 특히 유명한 것이 월터 페이터를 감격시킨 <사랑과 마음>의 우미한 이야기)가 들어 있어 전편에 로맨틱한 서정과 풍부한 관능미가 넘치고 있다. 흥취가 무궁무진한 이 이야기는 예부터 《황금 당나귀》라는 별명으로 찬양받고 있다.